# Emeric Szabo (din Sălard)
Emeric Szabo (n. 17 iunie 1926, Sălard, Bihor -- d. ?) a fost un demnitar comunist român de origine maghiară, membru de partid din 1946.

## Studii
- Școala medie tehnică agricolă din Sfântu Gheorghe (1947–1950)
- Universitatea Politică și de Conducere
- Facultatea de Agronomie din Timișoara (1979)